# عائلة صواريخ CAMM

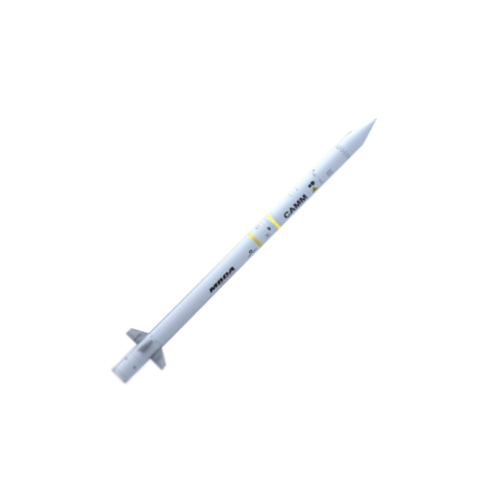

يُعد صاروخ CAMM أو بالأنجليزية (Common Anti-Air Modular Missile) أحدث صواريخ جو-أرض ألبريطانية والمُصممة من قبل شركة MBDA الأوربية، يتشارك الصاروخ ببعض الخصائص والمكونات من صاروخ جو-جو ASRAAM ولكن هذه المرة زودّ بباحث راداري نشط بدلاً عن الباحث الحراري في صاروخ ASRAAM .
ومن المُقرر استبدال صواريخ سي وولف العاملة في البحرية الملكية البريطانية في عام 2017 و صواريخ ريبر العاملة لدى الجيش البيرطاني بصواريخ CAMM خلال العام 2018 بينما سيكتفي سلاح الجو الملكي بعملية تحديث صواريخ ASRAAM السابقة .
يُعد الصاروخ جزء من مُجَمعّ الصواريخ CAMM ألتي تعتبر بمثابة نظام دفاع مساحي حيث ستوفر المنظومة بصواريخها قدرة دفاعية ضد تهديدات مختلفة مثل الطائرات والطائرات من دون طيار والصواريخ مع قدرة دفاعية ضمن حقل 360 درجة من التغطية، يتسم الصاروخ بقدرة مناورة عالية جداً وسعر منخفض مقارنة بصاوخ آستر-15وأعتماد أسلوب المكونات المجمعة إضافة إلى قدرته على إعتراض الاهداف القريبة ألتي لاتقل عن 1 كم والاهداف البعيدة التي لاتزيد عن 60 كم (بحسب صحيفة IHS Jane's .
يبلغ وزن الصاروخ 99 كيلوغراماً وبطول 3.2 متر ويبلغ سرعة 3 ماخ خلال ثواني من أطلاقه .
'